# Katarina af Valois
Katarina af Valois (27. oktober 1401 - 3. januar 1437) var yngste datter af Karl 6. af Frankrig og Isabella af Bayern og dronning af England 1420-1422 som Henrik 5. af Englands hustru. Hendes ældre søster Isabella havde tidligere været Richard 2. af Englands hustru og dronning. 

## Dronning og enkedronning af England
Efter Slaget ved Agincourt i 1415 skiftede magtbalancen fra Frankrigs til Englands fordel. Fem år efter blev Katarina af Valois tvunget til at gifte sig med Henrik 5. af England. De fik én søn, Henrik 6. af England, før Henrik 5. døde i 1422.
De næste 18 år styrede et regentskab landet i den unge konges navn. Som fransk blev Katarina holdt uden for regeringen. Hun døde samme år, som sønnen blev myndig.  

## Hemmeligt gift
Efter kongens død giftede Katarina sig hemmeligt med den fattige walisiske adelsmand Owen Tudor. Han kom til hoffet som page for den unge kong Henrik. Senere fik han tilsyn med enkedronningens garderobe og juveler som Clerk of the Wardrobe.
Det var uhørt, at en enkedronning giftede sig med en hofmand. Derfor blev ægteskabet holdt hemmeligt. Parret fik fem børn. Bl.a. Edmund Tudor, 1. jarl af Richmond. Han blev gift med lady Margaret Beaufort, der tilhørte Huset Lancaster og var tipoldebarn af Edvard 3. af England. Edmund Tudor og Margaret Beaufort blev forældre til Henrik 7. af England. 